# Okres Šumperk
Okres Šumperk je okres na severu Olomouckého kraje. Sídlem jeho dřívějšího okresního úřadu bylo město Šumperk, které je obcí s rozšířenou působností. Kromě jeho správního obvodu okres obsahuje ještě správní obvody obcí s rozšířenou působností Zábřeh a Mohelnice.
V rámci kraje sousedí na severu s okresem Jeseník a na jihovýchodě s okresem Olomouc. Dále pak na východě sousedí s okresem Bruntál Moravskoslezského kraje a na západě a jihozápadě s okresy Ústí nad Orlicí a Svitavy Pardubického kraje. Ze severozápadu je okres vymezen státní hranicí s Polskem.

## Územní vymezení
Během své existence byl šumperský okres několikrát zásadně územně reformován. Největšího územního rozsahu dosáhl k datu 1. července 1960, kdy k němu byly přičleněny okresy Jeseník a Zábřeh. Prvního července 1976 byl od něj odtržen katastr obce Pískov, který byl přičleněn k okresu Olomouc. Vzhledem k tomu, že jesenický region je od regionu šumperského oddělen obtížně prostupným hřebenem Hrubého Jeseníku, byl 1. ledna 1996 vyhlášen samostatný okres Jeseník, jehož jižní hranice leží právě na tomto hřebenu. Se vznikem krajů došlo k dalším dílčím změnám, například složky Integrovaného záchranného systému Olomouckého kraje z okresu Jeseník a okresu Šumperk byly znovu organizačně sloučeny dohromady pod názvem Územní odbor Sever. Pak však byly znovu rozděleny na Územní odbor Šumperk a Územní odbor Jeseník.
Jako relikt samostatného okresu Zábřeh zůstalo rozdělení senátních volebních obvodů. Nejstarší forma okresu Šumperk společně s okresem Jeseník tvoří volební obvod číslo 65, kdežto bývalý okres Zábřeh společně s okresem Olomouc tvoří volební obvod číslo 66.

## Základní charakteristika okresu
Okres je především charakterizován přírodou lesnatých Jeseníků, které se postupně zvedají z nížinaté Hané až k hřebenům Králického Sněžníku a Hrubého Jeseníku s Červenohorským sedlem a nejvyšší horou Praděd (1491 m n. m.). K roku 2019 měl rozlohu 1313 km², z toho 42,7 % tvořila zemědělská půda a 48,5 % lesy. Podnebí je zde díky rozdílným nadmořským výškám velmi proměnlivé, na jihu v okolí Mohelnice je teplé, mírně teplé na Zábřežsku a většina území na severu okresu má chladné klima. Protéká zde řeka Morava, do níž se vlévá Desná, která v Koutech nad Desnou vzniká soutokem Hučivé a Divoké Desné.
Administrativně se okres člení na tři správní obvody obcí s rozšířenou působností (Mohelnice, Šumperk a Zábřeh), které se dále člení na čtyři správní obvody obcí s pověřeným obecním úřadem (Hanušovice, Mohelnice, Šumperk a Zábřeh). Největšími městy jsou také Šumperk (26 tisíc obyvatel), Zábřeh (14 tisíce obyvatel) a Mohelnice (9 tisíc obyvatel). Okresem prochází dálnice D35 a silnice I. třídy I/11, I/35, I/43 a I/44. Silnicemi II. třídy jsou II/312, II/315, II/368, II/369, II/370, II/444, II/446, II/635 a II/644. Železničními tratěmi které procházejí tímto okresem jsou : Česká Třebová – Přerov, Olomouc–Šumperk, Šumperk–Krnov, Železnice Desná, Dolní Lipka – Hanušovice, Hanušovice – Staré Město pod Sněžníkem, Lichkov–Štíty, Zábřeh na Moravě – Šumperk. 
Příroda Šumperska je významně chráněna, nachází se zde dvě chráněné krajinné oblasti (Jeseníky a částečně Litovelské Pomoraví), čtyři národní přírodní rezervace (Králický Sněžník, Praděd, Rašeliniště Skřítek a Šerák-Keprník) a dalších 13 přírodních rezervací. V létě je zdejší region doporučovaným cílem pěší turistiky a v zimě lze využít služeb řady lyžařských středisek. Daří se i lázeňství, např. v Bludově nebo ve Velkých Losinách. V této obci, kde se v 17. století odehrávaly čarodějnické procesy, se nachází také známá ruční papírna a zámek. Mezi další pamětihodnosti patří i zámek Úsov, kulturní památky v Šumperku, této „Bráně Jeseníků“, nebo loštické Muzeum olomouckých tvarůžků. Mezi největší zaměstnavatele v okresu patří společnost Hella (Mohelnice), Nemocnice Šumperk, Dormer Pramet (Šumperk), OP papírna (Olšany), ŠKODA PARS (Šumperk), TDK Electronics (Šumperk), CeramTec (Šumperk), MAGNA (Štíty), Město Šumperk a společnost MONTIX (Mohelnice). Mezi významné značky pocházející z regionu patří oděvní společnost Tilak, potravinářské společnosti PROBIO, ÚSOVSKO, Olomoucké tvarůžky nebo pivovar Holba.

## Vodopis
Okres Šumperk patří k povodí Moravy, respektive Dunaje, tudíž do úmoří Černého moře. Rozlohou zanedbatelné oblasti v řádu desítek metrů čtverečních spadají do povodí Odry (některé potoky na svahu Králického Sněžníku a přilehlém hřebenu) a do povodí Labe (některé potoky na svahu hory Jeřáb a přilehlém hřebenu).
Nejvýznamnějšími toky, seřazeny dle svého průtoku u ústí, jsou Morava, Moravská Sázava, Oskava, Desná, Branná, Mírovka, Krupá a Merta.
Ačkoliv pramen Moravy se nachází v historické zemi Morava, nepatří do okresu Šumperk, ale do převážně východočeského okresu Ústí nad Orlicí a na území šumperského okresu přitéká na svém 16. kilometru. Tento stav platí teprve od roku 1960, předtím pramen Moravy do šumperského okresu spadal. Před Hanušovicemi přibírá Morava zleva říčku Krupou, která má v daném místě zhruba stejný průtok. O 2 km dále do Moravy ústí Branná. Až po ústí Desné u Postřelmova má řeka spíše bystřinný charakter, který je místně zklidňován několika jezy. Ústí Desné je považováno za hranici mezi horním a středním tokem Moravy. První významný pravostranný přítok je říčka Moravská Sázava, která pramení ve východních Čechách a okres Šumperk protéká jen svým dolním tokem. Dalším pravostranným přítokem je říčka Mírovka a po ní následuje Třebůvka, která ale na území okresu spadá prakticky jen svým ústím.
Jihovýchodní část okresu, zejména okolí obce Libina, odvodňuje řeka Oskava, která se do Moravy vlévá u Chomoutova na území okresu Olomouc.

## Geologické poměry
Pro šumperský okres je charakteristická velká složitost geologické stavby a pestré zastoupení hornin. Geologicky nejstarší oblastí je keprnická rula, jejíž prvotní stáří je stanoveno na 1400 miliónů let. Naopak geologicky nejmladší jsou sprašové půdy v Mohelnické brázdě které pochází z poslední doby ledové a ještě mladší jsou říční sedimenty, která se tvoří zejména v meandrech Moravy v oblasti Litovelského Pomoraví, které do šumperského okresu zasahuje svou severní částí.
V devonu probíhala na území okresu mořská sedimentace, jejíž pozůstatky – masivy vápence, jsou těženy, například v obci Vitošov. V tomto období také probíhala sopečná činnost. Vulkanické horniny a jejich tufy spolu s vyvřelými horninami typu gabra podlehly později přeměně a vytvořili sobotínský amfibolitový masiv.
V mladších prvohorách byl skoro celý okres souší, kromě oblasti v okolí dnešního města Mohelnice. Téměř po celé druhohory již moře do oblasti nezasahovalo a probíhala intenzivní denudace. Moře sem vniklo až ve svrchní křídě. Tehdy byly severní Čechy zality mělkým mořem, které na západ šumperského okresu zasahovalo svými zálivy.
K místnímu jezernímu zatopení docházelo v mladších třetihorách, jako památka zůstaly usazené jíly, písky a štěrky o mocnosti několika stovek metrů, které jsou ale z většiny překryty čtvrtohorními sedimenty.
Čtvrtohorní ledovec v období před 300–250 tisíci lety Šumpersko nezasáhl, zastavil se na severním předhůří Hrubého Jeseníku.

## Řemesla a průmysl

### Sklářství
První sklářské hutě vznikly v druhé polovině 16. století. Hutě měly malou kapacitu a produkované sklo bylo průměrné až podprůměrné kvality. Do skláren byli povětšinou zváni řemeslníci z Čech.
Situace se změnila během 50. let 19. století. Neprosperující sklárna v Rapotíně byla dána do pronájmu vídeňskému podnikateli a velkoobchodníkovi se sklem Josefu Schreiberovi. Ten nechal postavit další pec, kde bylo vyráběno jemné barevné sklo, jehož produkce byla v rámci Moravy unikátem. Od začátku 60. let 19. století se podařilo získat odbyt v Americe a Anglii. Nové možnosti přinesl rozvoj petrolejového osvětlení, Schreiber byl osloven, zda by nedodával petrolejkové cylindry. Tím byla v Rapotíně založena tradice tzv. osvětlovacího skla, která vydržela až do krachu skláren v 90. letech 20. století. Rodina Schreibrů kladla výrazný důraz na inovace, například sklárna byla vůbec prvním provozem v c. k. monarchii, která vyráběla tzv. tlačené sklo, sklo s leptanou výzdobou nebo zavedla tzv. výrobu falešným válcem. Po rozmachu plynových lamp se sobotínské sklárny staly významným výrobcem lampového skla. Jedním z nejúspěšnějších produktů bylo vrstvené sklo s kalnou vnitřní vrstvou.
Po první světové válce sklárna čelila obtížím, protože byla z 85 % odkázána na export a narážela na významné celní překážky. Nový pokles exportu přišel za velké hospodářské krize, kdy výroba klesla na třetinu. Po druhé světové válce byly do obnovy výroby skla zapojeni sudetoněmečtí specialisté, kteří kvůli tomuto nebyli odsunuti. Během komunistické diktatury byly sklárny integrovány do koncernu a začaly se specializovat především na osvětlovací sklo. Provoz zkrachoval během 90. let 20. století.

### Hrnčířství
Hrnčíři ze šumperska do svých výrobků přidávaly grafit, jehož lehce přístupná ložiska se nachází hned na několika místech. Příměs grafitu zabraňuje praskání keramiky při tepelném namáhání, proto byly výrobky z této oblasti ve své době poměrně oblíbené. Grafit z oblasti Loštic obsahuje příměsi pyritu, který při vypalování expandoval a vytvořil tak puchýře. Nejdříve to bylo považováno za vadu, ale pak se typický povrch tzv. loštických pohárů stal módním a vyhledávaným zbožím v celé raně novověké Evropě.

### Vápenictví
Dnes již vytěžená ložiska vápence na nacházely u obce Bohdíkov a Branná. V návaznosti na těžbu byly u železničních stanic vybudovány kruhové vápenky. V Branné těžba ustala v průběhu druhé světové války, u Bohdíkova byla ukončena roku 1974.
Vápenné ložisko je taktéž těženo a zpracováváno v lomu Vitošov. Po modernizaci z roku 1960 je Vitošov jedním z největším producentů vápna v České republice.

## Integrovaný záchranný systém
Obvodní oddělení Policie ČR se nachází v pěti městech: v Šumperku, Zábřehu, Mohelnici, Hanušovicích a Velkých Losinách, přičemž v Šumperku a Zábřehu je zřízena i městská policie. Výjezdové základny Zdravotnické záchranné služby Olomouckého kraje jsou ve všech výše zmíněných městech kromě Velkých Losin. Stanice Hasičského záchranného sboru ČR úrovně JPO I (jednotka požární ochrany prvního stupně) jsou pak v Šumperku a Zábřehu, požární ochrana ve zbytku okresu je spoluzajišťována jednotkami sboru dobrovolných hasičů

## Seznam obcí a jejich částí

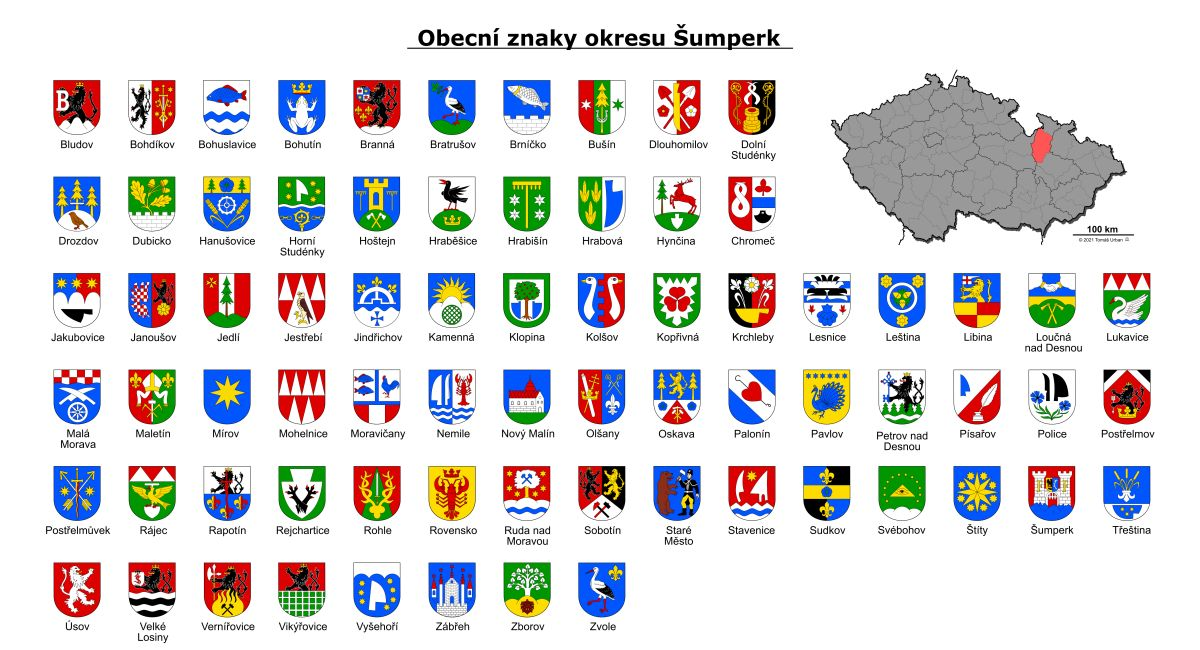
Přehled obecních znaků okresu Šumperk

Města jsou uvedena tučně, městyse kurzívou, části obcí malince (srov. také seznam německých názvů obcí v okrese Šumperk).
Bludov •
Bohdíkov (Komňátka • Raškov) •
Bohuslavice •
Bohutín •
Branná •
Bratrušov (Osikov) •
Brníčko (Strupšín) •
Bušín •
Dlouhomilov (Benkov) •
Dolní Studénky (Králec) •
Drozdov •
Dubicko •
Hanušovice (Hynčice nad Moravou • Potůčník • Vysoké Žibřidovice • Žleb) •
Horní Studénky •
Hoštejn •
Hraběšice •
Hrabišín •
Hrabová •
Hynčina (Dlouhá Ves • Křižanov) •
Chromeč •
Jakubovice •
Janoušov •
Jedlí •
Jestřebí (Pobučí) •
Jindřichov (Habartice • Nové Losiny • Pusté Žibřidovice) •
Kamenná •
Klopina (Veleboř) •
Kolšov •
Kopřivná (Lužná) •
Kosov •
Krchleby •
Lesnice •
Leština •
Libina (Dolní Libina • Obědné) •
Líšnice (Vyšehorky) •
Loštice (Žádlovice) •
Loučná nad Desnou (Filipová • Kociánov • Kouty nad Desnou • Přemyslov • Rejhotice) •
Lukavice (Slavoňov • Vlachov) •
Malá Morava (Křivá Voda • Podlesí • Sklené • Vlaské • Vojtíškov • Vysoká • Vysoký Potok • Zlatý Potok) •
Maletín (Javoří • Nový Maletín • Starý Maletín) •
Mírov •
Mohelnice (Křemačov • Květín • Libivá • Podolí • Řepová • Studená Loučka • Újezd) •
Moravičany (Doubravice • Mitrovice) •
Nemile (Lupěné) •
Nový Malín (Mladoňov • Plechy) •
Olšany (Klášterec) •
Oskava (Bedřichov • Mostkov • Třemešek) •
Palonín •
Pavlov (Radnice • Veselí) •
Petrov nad Desnou (Terezín) •
Písařov (Bukovice) •
Police •
Postřelmov •
Postřelmůvek •
Rájec •
Rapotín •
Rejchartice •
Rohle (Janoslavice • Nedvězí) •
Rovensko •
Ruda nad Moravou (Bartoňov • Hostice • Hrabenov • Radomilov • Štědrákova Lhota) •
Sobotín (Klepáčov • Rudoltice) •
Staré Město (Chrastice • Kunčice • Nová Seninka • Stříbrnice) •
Stavenice •
Sudkov •
Svébohov •
Šléglov •
Štíty (Březná • Crhov • Heroltice) •
Šumperk •
Třeština •
Úsov (Bezděkov u Úsova) •
Velké Losiny (Bukovice • Ludvíkov • Maršíkov • Žárová) •
Vernířovice •
Vikantice •
Vikýřovice •
Vyšehoří •
Zábřeh (Dolní Bušínov • Hněvkov • Pivonín • Václavov) •
Zborov •
Zvole